# Muiderberg
Muiderberg is een dorp binnen de gemeente Gooise Meren in de Nederlandse provincie Noord-Holland. Tot 1 januari 2016 behoorde Muiderberg tot de gemeente Muiden. Als gevolg van een gemeentelijke herindeling werd Muiden met Bussum en Naarden samengevoegd tot de fusiegemeente Gooise Meren. Hierdoor kwam het eigen karakter van het dorp als vierde afzonderlijke kern meer naar voren. Naar aanleiding van deze fusie werd in december 2015 de Vereniging Dorpsraad Muiderberg opgericht. In een convenant met de gemeente (toen nog Muiden) werden de doelstellingen en bevoegdheden van de dorpsraad vastgelegd.
Muiderberg is een brinkdorp, waardoor het een Goois karakter bezit. Het dorp dankt zijn naam aan zijn ligging op de helling langs de vroegere Zuiderzeekust, die door de afslag een klifachtig karakter heeft gekregen. Het is een van de oudste badplaatsen van Amsterdam op een eindhalte van de vroegere Gooise Stoomtram. De Zeeweg vormt de Boulevard met een aantal bankjes. Op het lagergelegen strand bevinden zich een strandtent en het water blijft tot de vaargeul ondiep en is afgezet met een ballenlijn en daarom zeer geschikt voor kinderen. 
Muiderberg is een forensenplaatsje. De meeste mensen werken in Amsterdam.

## Geschiedenis
Muiderberg is rond 1200 ontstaan op een stuwwal. In de omgeving van de Dorpsstraat zijn bij rioleringswerken de oudste sporen van bebouwing gevonden, gemeten naar de dikte van de bewoningslaag. Maar naar alle waarschijnlijkheid zijn de alleroudste sporen van bewoning verzwolgen door de Zuiderzee. Een zeer bekend feit uit de vaderlandse geschiedenis is de moord in 1296 op graaf Floris V. Deze gebeurtenis vond plaats bij Muiderberg. Zij lag aan de basis van het toneelstuk Geeraerdt van Velsen van P.C. Hooft uit 1613. Hooft zelf woonde in het nabijgelegen Muiderslot.
Piet Lieftinck is hier in 1902 geboren. In 1991 werd in het dorp een beeldje onthuld ter herinnering aan het tientje van Lieftinck. Bekende Muiderbergers zijn onder andere de componist Gustaaf Adolf Heinze die hier van 1884 tot zijn dood in 1904 woonde en werkte en burgemeester Niënhuys Ruys (1899-1904) die medeoprichter en later ook voorzitter was van de Vereeniging tot bevordering van het Vreemdelingenverkeer "Floris V", de voorloper van het huidige VVV.
Te Muiderberg bevindt zich de grootste Joodse begraafplaats van Nederland. De begraafplaats is in 1642 gesticht door Hoogduitse joden en samengevoegd met de daarnaast in 1660 door Poolse joden gestichte begraafplaats. De ontvangstruimte en het metaarhuis dateren uit 1933. Ze zijn ontworpen door Harry Elte.
In 1910 werd de opdracht gegeven voor de bouw van Fort bij Muiderberg als onderdeel van de Stelling van Amsterdam. Het fortwachtershuis, De Coehoorn, werd in 1913 opgeleverd, maar van de rest van het fort is alleen de fundering aangelegd. De Eerste Wereldoorlog toonde de kwetsbaarheid van de forten van de Stelling aan en de bouw werd gestaakt. Toch werd na de Duitse inval in Polen in 1939 besloten dat Muiderberg een belangrijke rol moest spelen in het beveiligen van Amsterdam, als onderdeel van de Nieuwe Hollandse Waterlinie cq Oostfront Vesting Holland. In korte tijd werden rond Muiderberg 6 zware mitrailleur kazematten type G en 69 betonnen groepsschuilplaatsen type P ("bunkers" in de volksmond) gebouwd, naast de 3 VIS-kazematten die al eerder in 1931 bij de Rijksweg 1 waren gebouwd. Op 14 mei 1940 waren de stellingen bezet door een uit de Grebbelinie teruggetrokken versterkt bataljon van 42e Regiment Infanterie en waren de landerijen rond Muiderberg tot aan Naarden onder water gezet om de opmars van de Duitsers te bemoeilijken. Men hoefde uiteindelijk niet in actie te komen omdat Nederland die dag capituleerde. Na de Tweede Wereldoorlog zijn op het terrein van het fort nog Ambonezen opgevangen die aan het begin van de vijftiger jaren Indonesië moesten verlaten. Van het fort is nu niets meer te zien, met uitzondering van de fortwachterswoning. Van de G- en VIS-kazematten zijn er nog 3 over, van de groepsschuilplaatsen is het grootste deel nog te zien.

## Verkeer
Muiderberg is bereikbaar via drie wegen, vanuit het zuiden via de Googweg, vanuit het oosten via de IJsselmeerweg en vanuit het westen via de Dijkweg.

### Verkeersknooppunt
Nabij Muiderberg bevindt zich het knooppunt Muiderberg, waar de autosnelwegen A1 en A6 op elkaar aansluiten. Het knooppunt is vanaf 2017 nieuw in gebruik genomen in de reconstructie van de snelwegen tussen Schiphol en Almere en 't Gooi.  Het knooppunt kent ook een spoorbrug over de A1 met de langste overspanning van Nederland. Deze Zandhazenbrug maakt deel uit van de spoorlijn Weesp - Lelystad, de naam van de brug is ontleed aan de vroegere bijnaam van inwoners van Muiderberg: Zandhazen.

### Openbaar vervoer
Ten oosten van Muiderberg loopt de spoorlijn, maar er is geen station. Transdev-buslijn 110 verbindt Muiderberg met Muiden, Weesp, Naarden en Bussum.

## Bezienswaardigheden
- De hervormde kerk (Kerk aan Zee) uit de 15e eeuw.
- De Joodse begraafplaats van de Joodse gemeente van Amsterdam, sedert 1642
- Boskapel
- Een beeld ter ere van oud-minister van Financiën Piet Lieftinck, geboren in Muiderberg en bekend van het Tientje van Lieftinck (1991)
- Het strand van Muiderberg, waar veel gewindsurft en gekitesurft wordt.
- De twee bossen die het dorp rijk is: het Kocherbos en het Echobos met zijn echomuur.
- De weg langs de oude Zuiderzeedijk ('bokkendijk') die uitkomt in Muiden bij het Muizenfort en het Muiderslot.
- De Brink, een vroegere meent met de oudste huizen en buitenplaatsen.
- Het aan de Brink gelegen Rechthuis (als zodanig genoemd vanaf 1692), waar van 1811 tot 1892 over kleine geschillen recht werd gesproken. Tegenwoordig is het een hotel en café-restaurant. Daarnaast was het station en eindpunt van de Gooische Stoomtram (1881-1939).
- Molen De Onrust, nog altijd in gebruik om het Naardermeer te bemalen.
- Het monument op de Brink ter ere van de Duits-Nederlandse componist G.A. Heinze, Oprichter der Nederlandsche Toonkunstenaarsvereeniging
- Villa Caecilia op de Brink, de oude burgemeesterswoning van Muiderberg waar onder anderen componist G.A. Heinze woonachtig is geweest.[3]
- Een beeld ter herdenking van de Tweede Wereldoorlog

## Varia
Muiderberg is ook bekend onder klassieke, jazz- en popmusici als de 'saxofoonhoofdstad' van Nederland met zijn (inter)nationaal georiënteerd bedrijf in blaasinstrumenten.

## Fotogalerij

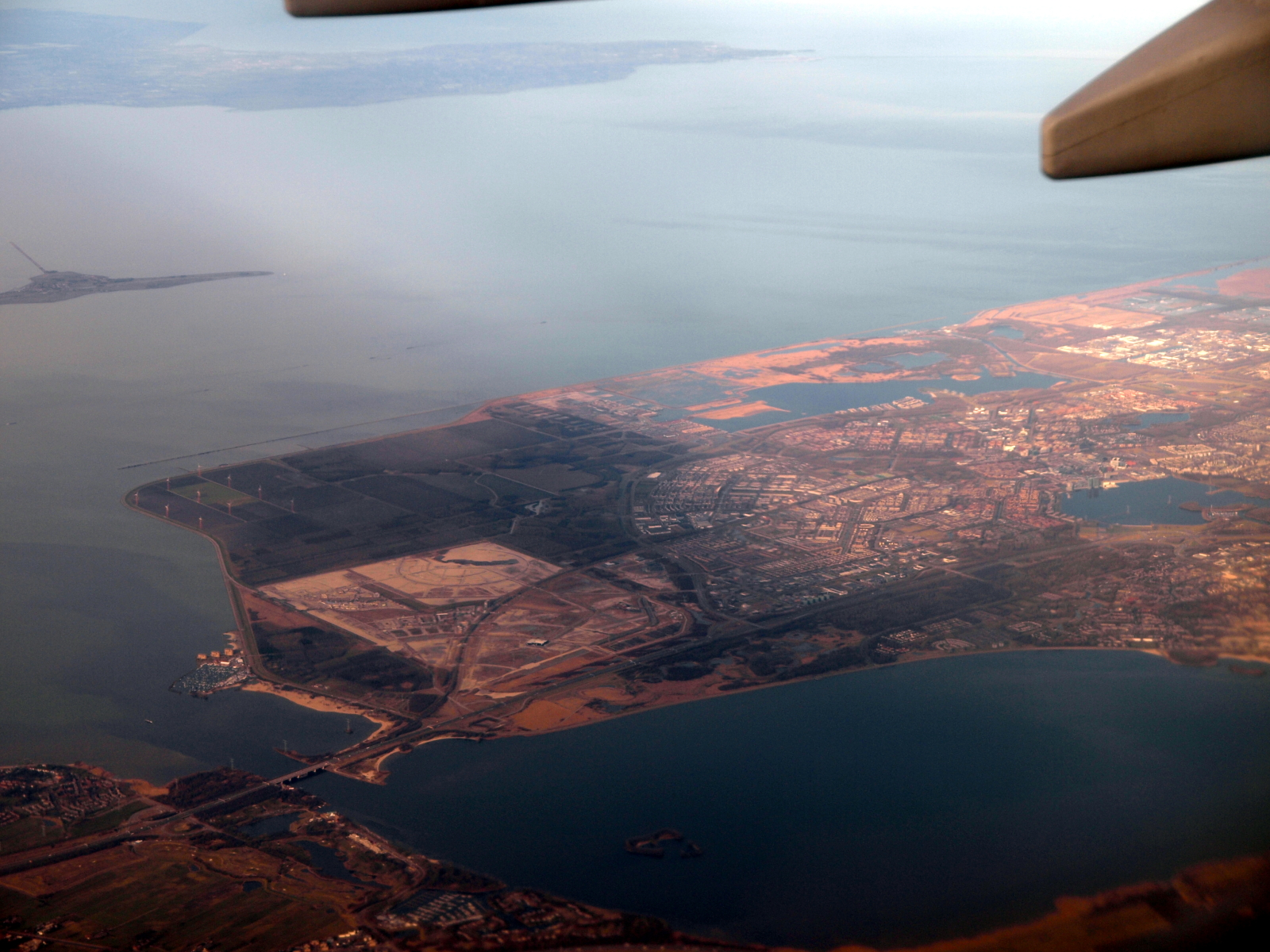
Muiderberg ligt linksonder aan het IJmeer tegenover het Almeerderstrand en Almere Poort. Foto is uit 2009.
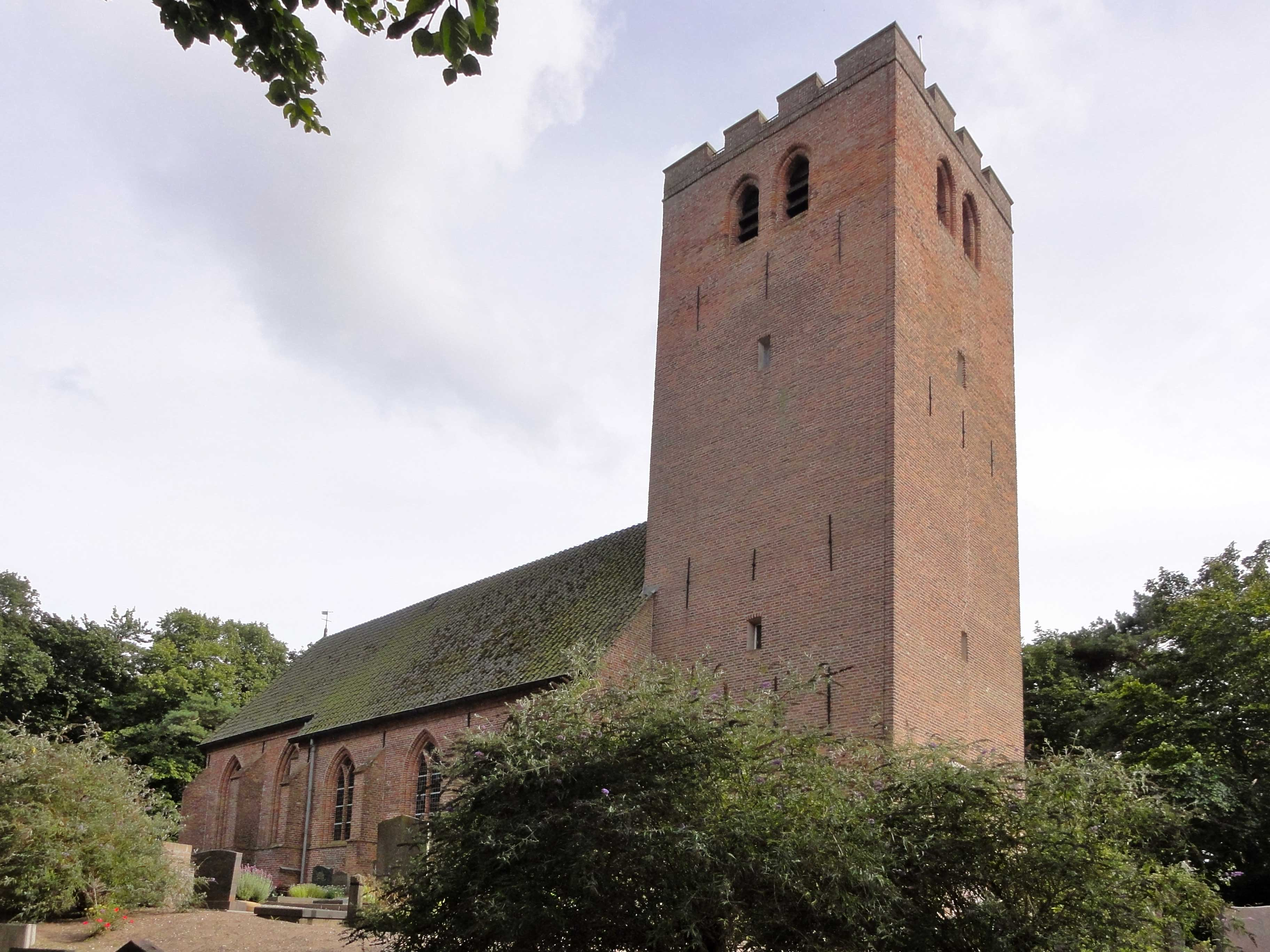
Hervormde kerk.
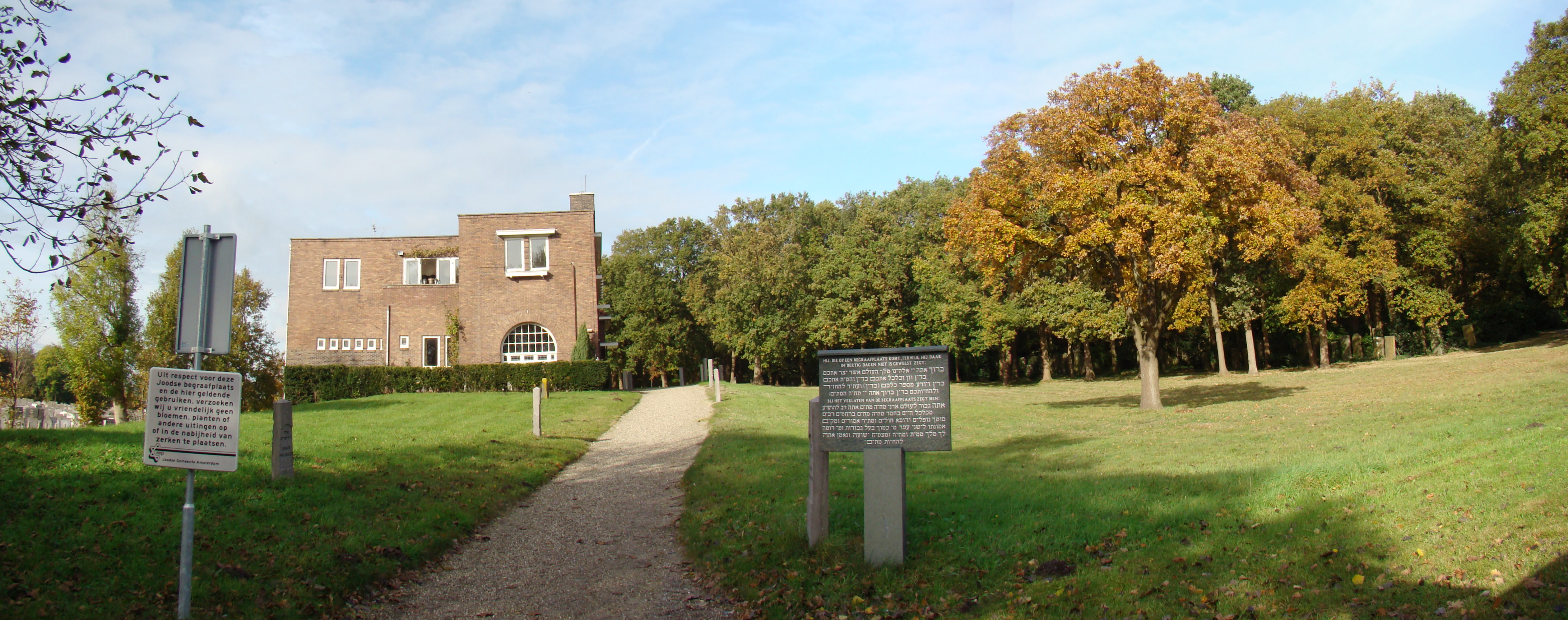
Joodse begraafplaats.
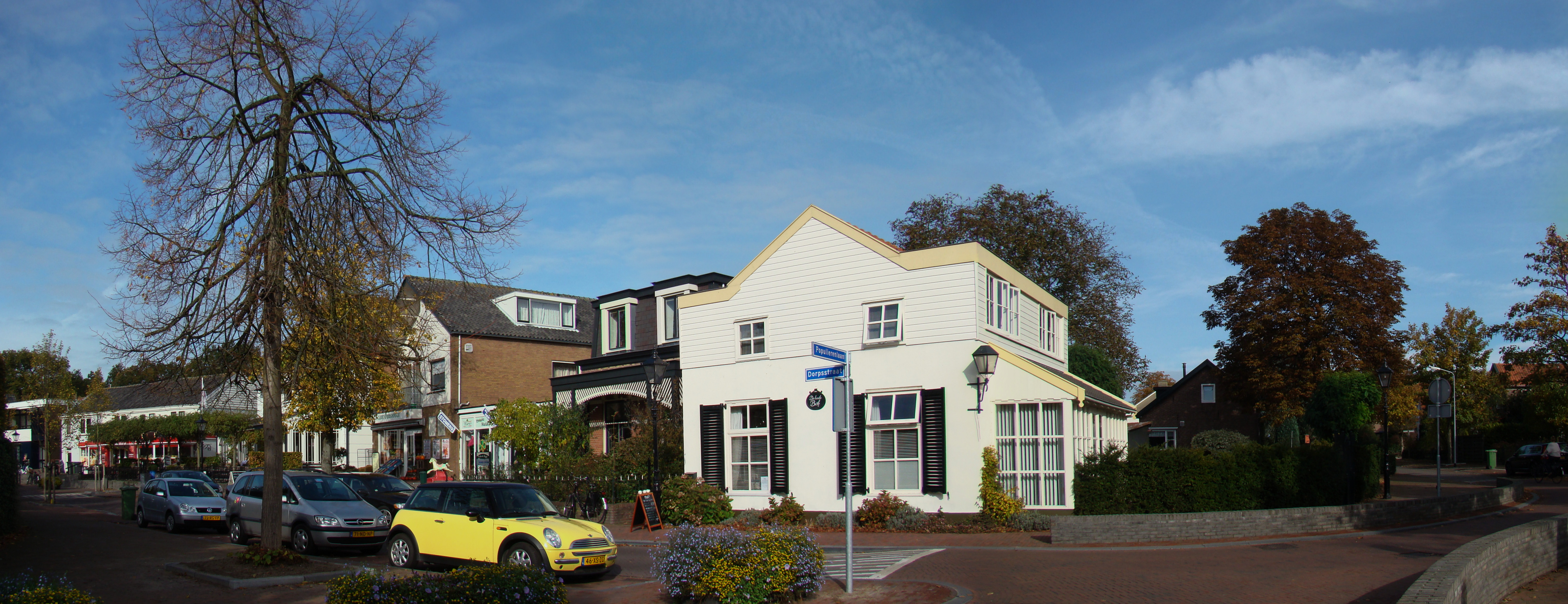
Dorpsstraat.
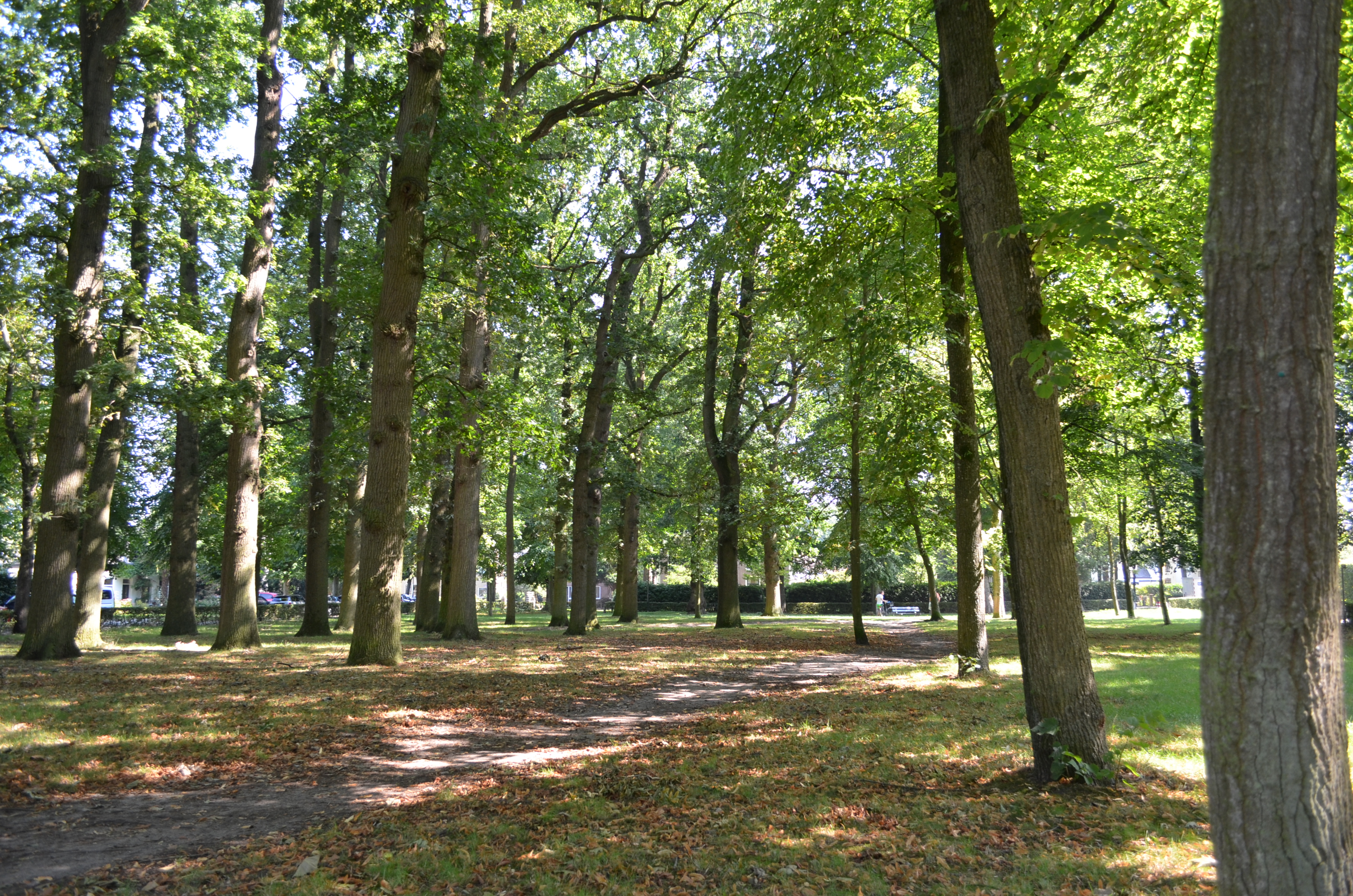
De brink van Muiderberg, vroeger het eindstation van de Gooise Stoomtram.
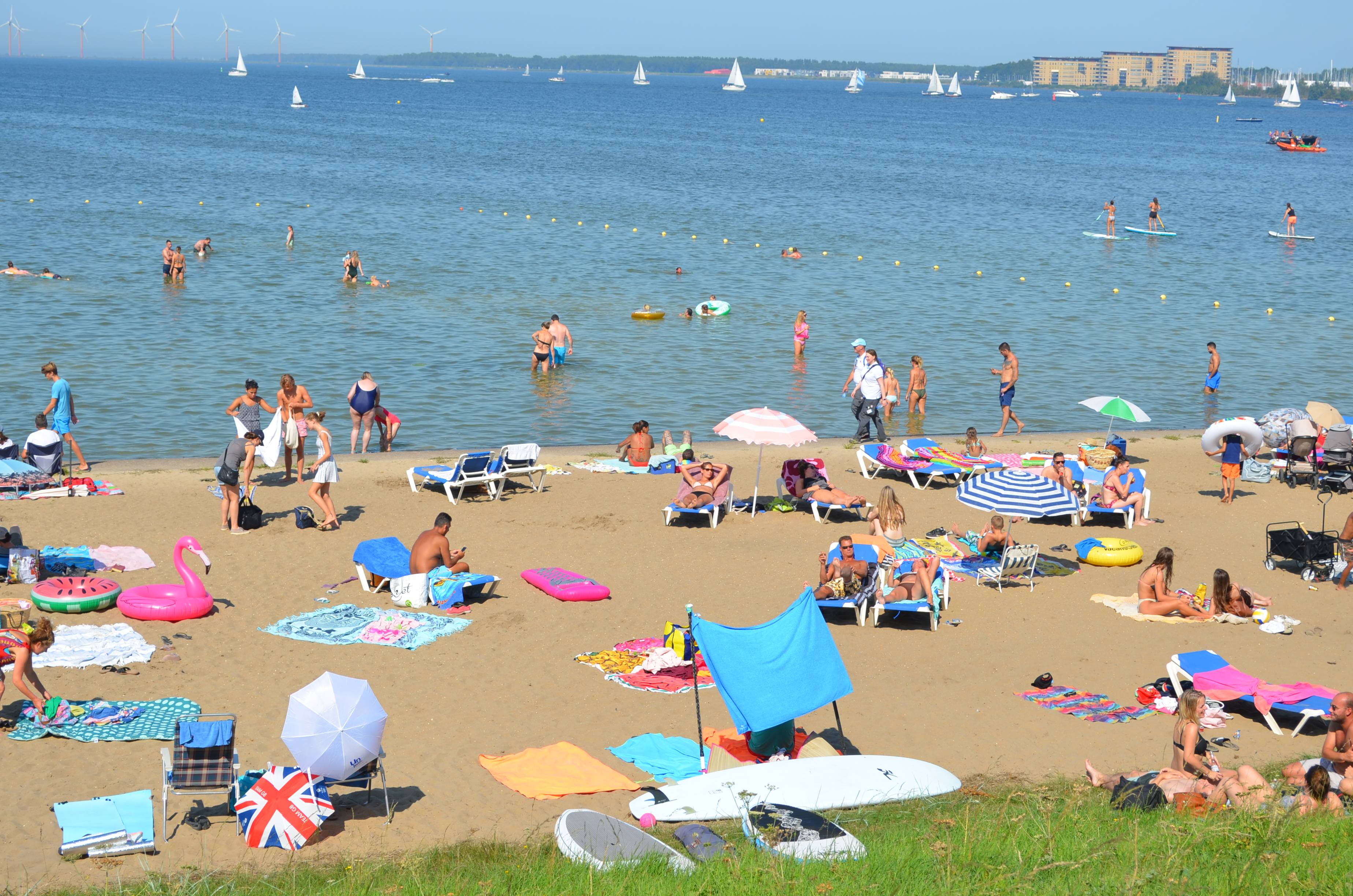
Strand Muiderberg